# Kościół Matki Bożej Częstochowskiej w Radomiu
Kościół Matki Bożej Częstochowskiej – rzymskokatolicki kościół parafialny mieszczący się przy ulicy Warneńskiej 10 w Radomiu, 
należący do dekanatu Radom-Zachód w diecezji radomskiej. 

## Historia kościoła
W grudniu 1982 roku w radomskiej dzielnicy Kaptur został poświęcony krzyż i plac pod budowę przyszłego kościoła. Szybko postawione zostało prowizoryczne zadaszenie, gdzie sprawowana była niedzielna msza św. W latach 1983–1984 została zbudowana tymczasowa kaplica. Budowę kościoła rozpoczęto w 1998 roku. Projekt kościoła wykonał architekt Mariusz Rodak, a opiekę kapłańską sprawował ksiądz Edward Poniewierski.